# أنتوني كيني
أنتوني كيني (بالإنجليزية: Anthony Kenny)‏ هو فيلسوف بريطاني، ولد في 16 مارس 1931 في ليفربول في المملكة المتحدة.